# Billy Nankouma Doumbouya
Pour les articles homonymes, voir Doumbouya.
Billy Nankouma Doumbouya est un homme politique guinéen. 
De 2017 à 2020, il est ministre de la Fonction publique, de la Réforme de l'État et de la Modernisation de l'administration,.

## Biographie
En février 2017, il est nommé ministre de la Fonction publique, de la Réforme de l'État et de la Modernisation de l'administration dans le Gouvernement Youla puis reconduit dans le Gouvernement Kassory en mai 2018.